# Pteromalus ellisorum
Pteromalus ellisorum är en stekelart som beskrevs av Gijswijt 1984. Pteromalus ellisorum ingår i släktet Pteromalus och familjen puppglanssteklar. Inga underarter finns listade i Catalogue of Life.